# Li Feng-ying
Li Feng-ying (chiń. 黎鋒英; ur. 23 stycznia 1975) – chińska sztangistka reprezentująca także Chińskie Tajpej, srebrna medalistka igrzysk olimpijskich i trzykrotna medalistka mistrzostw świata.

## Kariera
Swój pierwszy medal na arenie międzynarodowej wywalczyła podczas mistrzostw świata w Stambule w 1994 roku, gdzie zajęła drugie miejsce w wadze piórkowej. Na rozgrywanych pięć lat później mistrzostwach świata w Atenach, już w barwach Chińskiego Tajpej, zwyciężyła w tej samej kategorii. Następnie wzięła udział w igrzyskach olimpijskich w Sydney, gdzie wywalczyła srebrny medal. W zawodach tych rozdzieliła na podium Chinkę Yang Xia i Winarni Binti Slamet z Indonezji. Był to jej jedyny start olimpijski. Ponadto wywalczyła kolejny złoty medal na mistrzostwach świata w Antalyi w 2001 roku.